# Culicoides sumatrae
Culicoides sumatrae är en tvåvingeart som beskrevs av John William Scott Macfie 1934. Culicoides sumatrae ingår i släktet Culicoides och familjen svidknott. Inga underarter finns listade i Catalogue of Life.